# Johannes Bruhn
Johannes Bruhn (9 de agosto de 1895[carece de fontes?] - 10 de novembro de 1970[carece de fontes?]) foi um oficial alemão que serviu durante a Segunda Guerra Mundial. Foi condecorado com a Cruz de Cavaleiro da Cruz de Ferro.

## Carreira

### Patentes
Oberst

### Condecorações
| Cruz de Ferro 2ª Classe                                   |
| Cruz de Ferro 1ª Classe                                   |
| Cruz de Cavaleiro da Cruz de Ferro 20 de dezembro de 1943 |